# Попов, Александр Андреевич (художник)
Александр Андреевич Попов (15 [27] февраля 1852, Ярославская губерния — 5 августа 1919, Одесса, Херсонская губерния) — русский художник, академик Императорской академии художеств.

## Биография
Александр Попов родился 15 (27) февраля 1852 в селе Георгиевское Рыбинского уезда Ярославской губернии. Учился в Ярославском духовном училище, с 1868 — в Ярославской духовной семинарии.
Учился в Императорской академии художеств (1872—1879). Получал медали Академии художеств в период обучения: две малые золотые (1875), две большие серебряные (1876), малая золотая (1878) за программу «Авраам изгоняет из дома своего отца Агарь с малолетним сыном Измаилом». Получил большую золотую медаль (1879) за программу «Блудница перед Христом».
В 1881 году был отправлен как пенсионер Академии художеств на стажировку за границу на 4 года. Работал в Риме вместе с Иваном Селезневым и Степаном Бакаловичем.
В 1885 году получил звание академика ИАХ.
В 1886—1917 занимал должность директора Имени Великого князя Владимира Александровича Художественного училища Одесского общества изящных искусств.
Член-учредитель «Товарищества южнорусских художников» (ТЮРХ). Принимал участие в выставках Петербургской академии искусств, ТЮРХ. В 1896 в Одессе состоялась совместная выставка картин Исаака Левитана, В. Симова и Александра Попова.

## Награды
- 1875 — две малые серебряные медали,
- 1876 — две большие серебряные медали,
- 1878 — малая золотая медаль,
- 1879 — большая золотая медаль за программу «Блудница перед Христом» и в том же году золотая медаль за картину «Погребение христианской мученицы в катакомбах»;
- орден Св. Станислава 3-й степени[4],
- орден Св. Анны 3-й степени[4],
- орден Св. Станислава 2-й степени[4],
- орден Св. Владимира 4-й степени[4].

В 1909 был произведён в надворные советники.

## Галерея

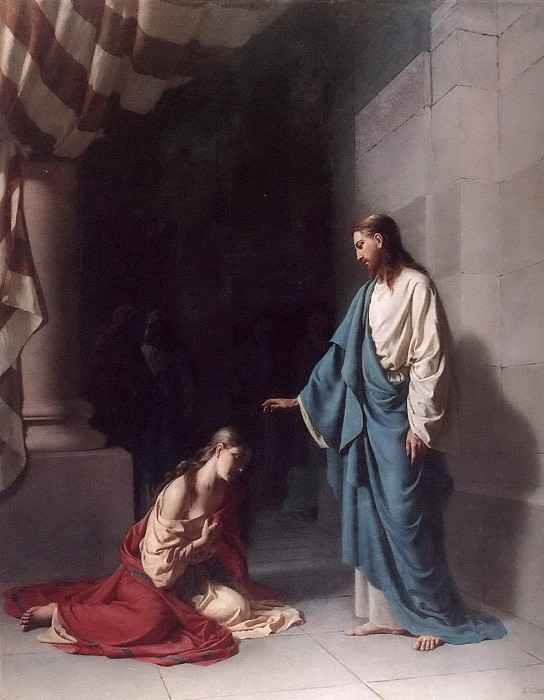
Блудница перед Христом (1879), удостоенная большой золотой медали Академии художеств
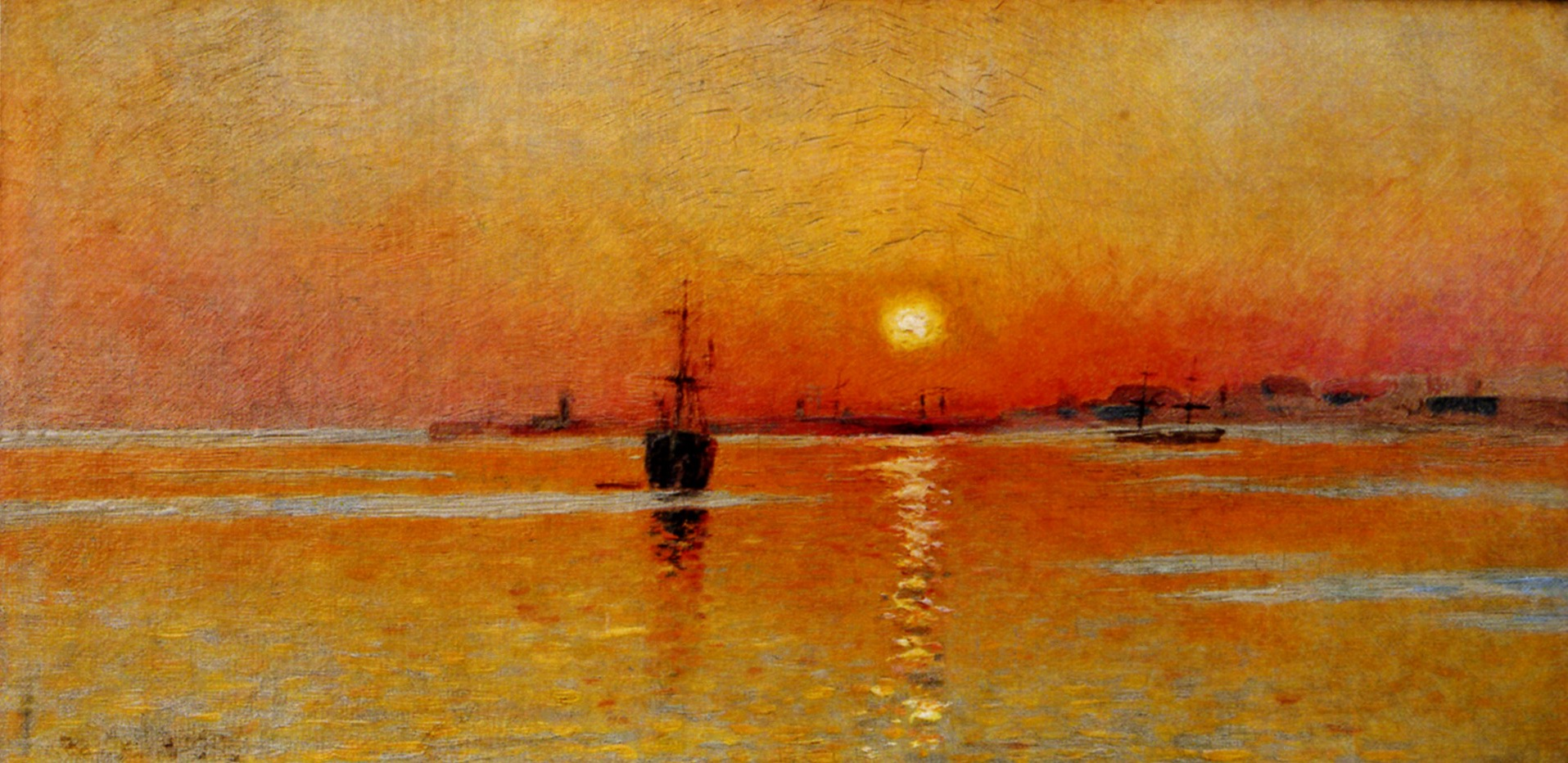
Одесский рейд (1885)
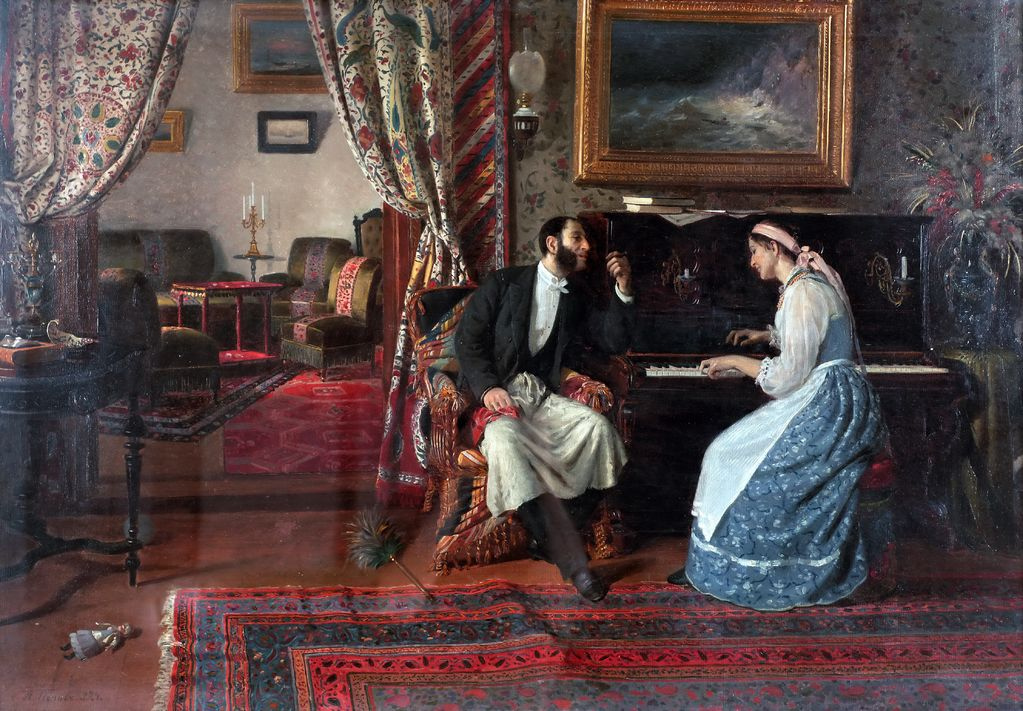
В отсутствии господ (1892)
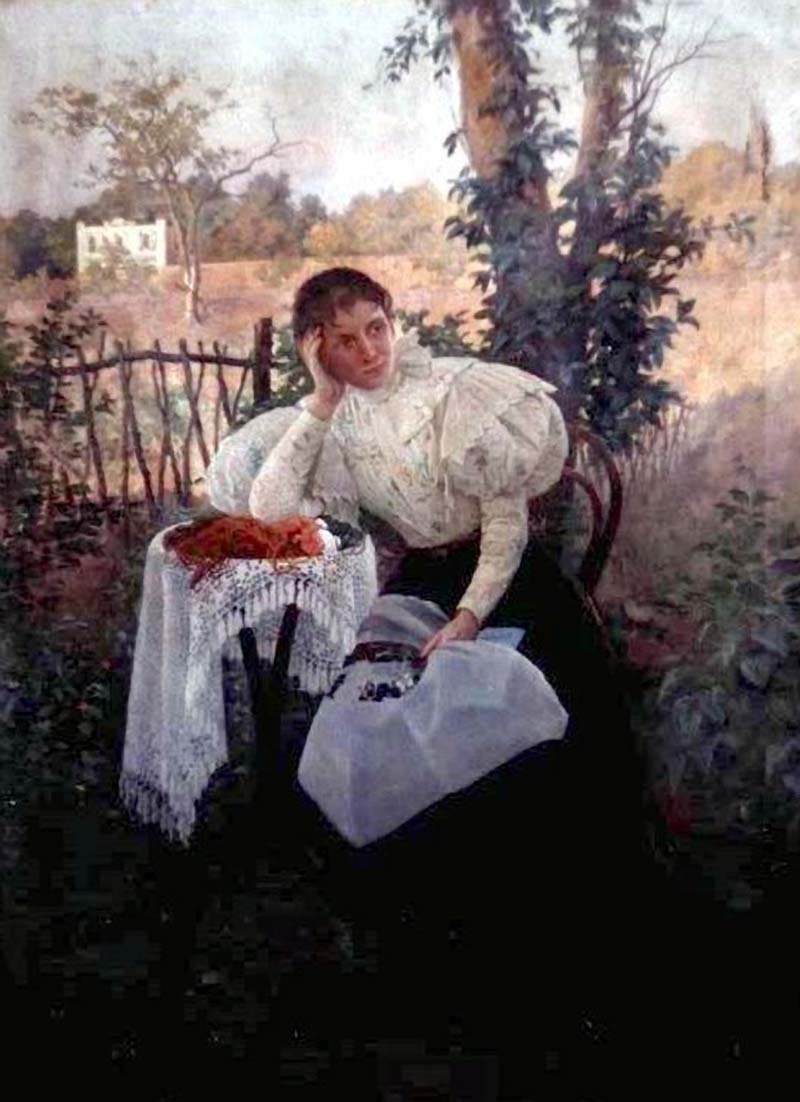
Портрет жены художника (1898)
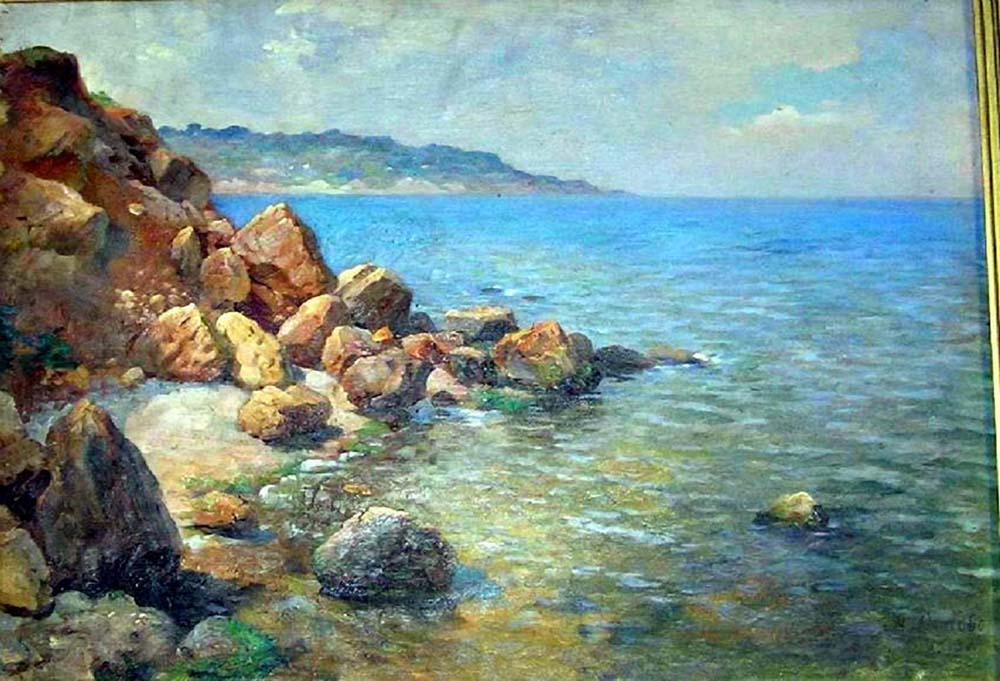
Тихое море (1913)